# Harmon Harmon
Harmon Harmon (ur. 15 maja 1980 na Rarotondze) – lekkoatleta z Wysp Cooka, który specjalizował się w sprintach, skoku w dal oraz trójskoku, olimpijczyk.

## Występy na igrzyskach olimpijskich
Harmon startował na Igrzyskach Olimpijskich w Atenach. Wystartował w eliminacjach biegu na 100 metrów. Startował z czwartego toru w piątym wyścigu eliminacyjnym; uzyskawszy czas 11,22, zajął ósme miejsce w biegu eliminacyjnym, a w łącznej klasyfikacji pierwszej rundy, został sklasyfikowany na 73. miejscu. Jego czas reakcji, wyniósł 0,173 sekundy.

## Pozostałe występy
Harmon jest wielokrotnym medalistą lokalnych mistrzostw. Zdobywał medale m.in. na Mini Igrzyskach Pacyfiku, Mistrzostwach Australii i Oceanii juniorów w lekkoatletyce, oraz na seniorskich Mistrzostwach swojego kontynentu. Wielokrotnie reprezentował swój kraj podczas najważniejszych zawodów lekkoatletycznych jak np. mistrzostwa świata.

## Rekordy życiowe
| Dystans                  | Wynik (s) | Data i miejsce              | Uwagi             |
| ------------------------ | --------- | --------------------------- | ----------------- |
| Bieg na 100 metrów       | 10,9      | 2003                        |                   |
| Skok w dal               | 7,16      | 2 czerwca 2003, Nikao       | rekord Wysp Cooka |
| Trójskok                 | 13,63     | 16 października 2001, Nikao | rekord Wysp Cooka |
| Bieg na 60 metrów (hala) | 7,23      | 5 marca 2004, Budapeszt     | rekord Wysp Cooka |